# Ryuichi Sakamoto
Ryuichi Sakamoto (japanska: 坂本龍一 Hepburn: Sakamoto Ryūichi?) född 17 januari 1952 i Tokyo, död 28 mars 2023 i Tokyo, var en japansk musiker, kompositör och skådespelare.
Han inledde sin karriär 1978 som medlem i elektropopgruppen Yellow Magic Orchestra. Senare har han komponerat filmmusik, bland annat till Merry Christmas Mr. Lawrence (1983), där han även spelade en av huvudrollerna. För musiken till Den siste kejsaren, som han skrev tillsammans med David Byrne, tilldelades han en Oscar 1987.
Han har givit ut en rad soloalbum och samarbetat med bland andra David Sylvian. År 2009 tilldelades han den franska utmärkelsen Ordre des Arts et des Lettres för sin musikaliska gärning.

## Död
I januari 2021 meddelade Sakamoto att han hade diagnostiserats med tjocktarmscancer, fem år efter att han hade återvänt till musiken efter behandling för halscancer. Han avled den 28 mars 2023, 71 år gammal.
Sakamoto diskuterade i detalj sin cancerdiagnos och hur han hanterade den i en artikel med titeln "Living with Cancer" i den litterära tidskriften Shincho.